# Cleveland Mervyn Keble
Cleveland Mervyn Keble, britanski general, * 3. november 1904, † 18. januar 1948, London.